# Zaghloul Morsy
Pour les articles homonymes, voir Morsy (homonymie).
Œuvres principales
Zaghloul Morsy est un écrivain franco-marocain de langue française, né le 5 septembre 1933 à Marrakech au Maroc, d'un père égyptien, compositeur de musique, et d'une mère marocaine, et mort le 9 juillet 2020  à Bourth, dans l'Eure.

## Biographie
Après des études aux collèges musulmans de Marrakech et de Rabat, il étudie à la Sorbonne (1956-1960), d’où il sort agrégé de lettres modernes et diplômé d’études supérieures d’arabe. De 1960 à 1967, il est professeur et directeur du Département de littérature et de civilisation française à la faculté des Lettres de l’université de Rabat. Il vit à Paris depuis lors, avec son épouse Alexandra Draxler.
Après une brève incursion dans la diplomatie (New York et Paris, 1967-1968), il est à l’Unesco de 1972 à 1993 rédacteur en chef puis directeur d'une revue trimestrielle d’éducation comparée : Perspectives (Prospects dans sa version en anglais). Il y publie par ailleurs plusieurs ouvrages, dont La Tolérance, essai d’anthologie (1976-1988-1993). La revue est aujourd'hui éditée par le Bureau international d'éducation de l'Unesco.
En 2016, il fait don de sa bibliothèque contenant des ouvrages en français, en arabe et en anglais sur la culture arabe à la Bibliothèque nationale du royaume du Maroc (BNRM), qui en assure la conservation en tant que "collection Zaghloul Morsy".